# Geschichte der Juden in Lettland

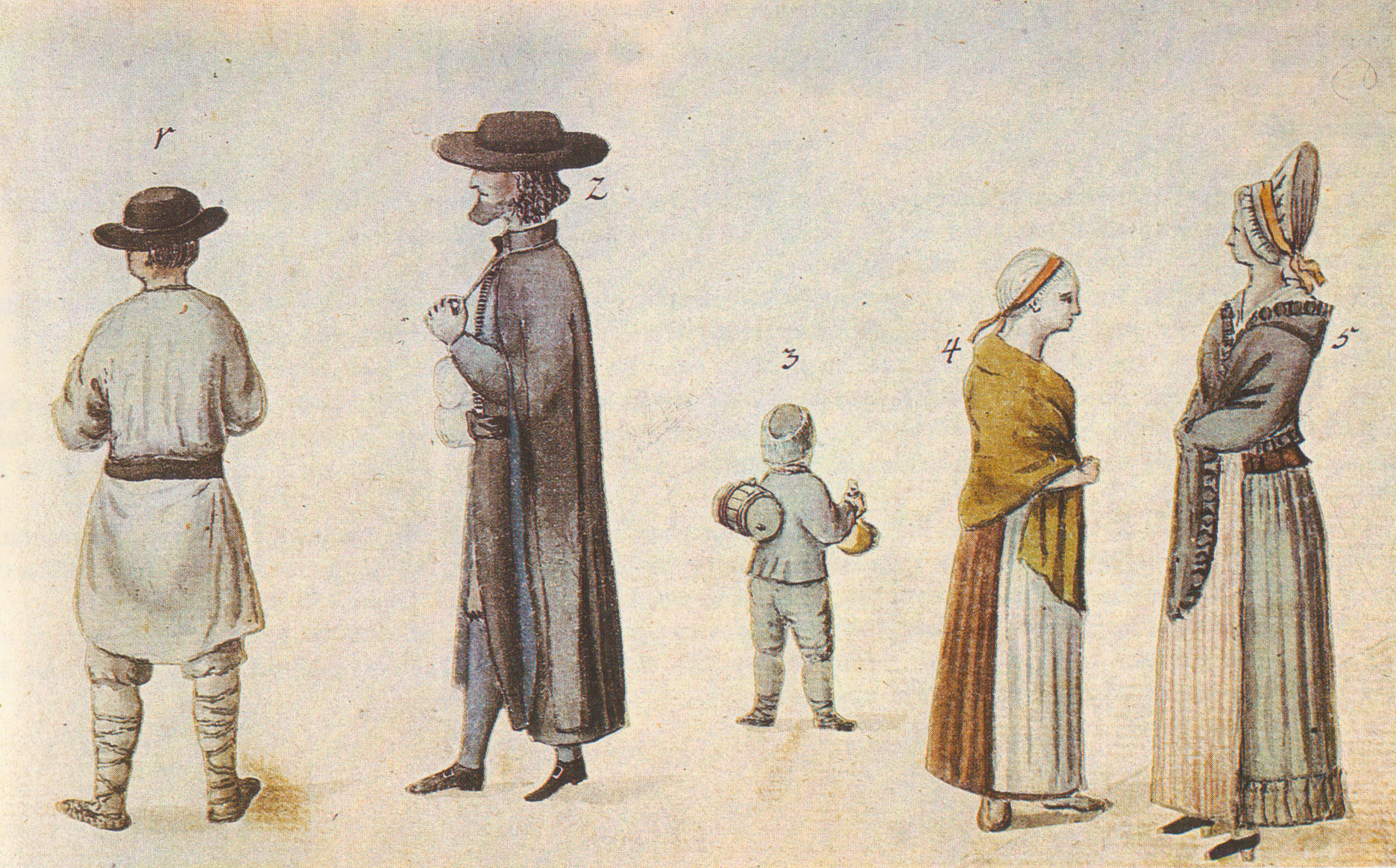
Riga um 1800 (von links): polnischer Saisonarbeiter, jüdischer Stoffhändler, lettischer Junge als Milchverkäufer, lettisches und deutsches Dienstmädchen. Grafik von Johann Christoph Brotze

Die Geschichte der Juden in Lettland begann im 16. Jahrhundert mit der Ansiedlung von Juden in Kurland und Lettgallen. Trotz politischer Benachteiligungen durch die polnischen, schwedischen und russischen Machthaber sowie die deutsch-baltische Oberschicht entwickelte sich eine eigenständige jüdische Kultur. Ende des 19. Jahrhunderts betrug der jüdische Bevölkerungsanteil in manchen Städten der Gouvernements Kurland und Witebsk mehr als 50 %. Bei der allrussischen Volkszählung 1897 wurden in Livland, Kurland und Lettgallen 142.315 jüdische Einwohner gezählt. Während des Zweiten Weltkriegs wurden fast alle der etwa 75.000 in den Machtbereich des nationalsozialistischen Deutschlands geratenen lettischen Juden ermordet.

## Bis 1621
Die Völker im Baltikum kamen bis zum Mittelalter nicht mit Juden in Kontakt. Nach der Inbesitznahme und Christianisierung des Landes durch deutsche Kreuzritter, war es Juden verboten, das Gebiet der Livländischen Konföderation zu betreten. Ein Dekret des Ordensmeisters Siegfried von Feuchtwangen aus dem Jahr 1309 hierzu ist schriftlich erhalten. Das Verbot war sowohl handelspolitisch als auch religiös motiviert. Während sich im benachbarten Litauen seit dem 14. Jahrhundert vermehrt jüdische Gemeinden bildeten, tauchen in den Quellen nur vereinzelte Hinweise über den Aufenthalt von jüdischen Händlern im Ordensstaat auf. Als 1561 mit der Union von Wilna die Oberhoheit Polen-Litauens anerkannt wurde, befasste sich einer der Vertragspunkte mit den Juden. Ihnen wurde nicht gestattet im „ganzen Livlande zu irgendeiner Zeit irgendwelchen Handel zu treiben oder Abgaben und Zölle zu erheben“. Aus den folgenden Jahrzehnten sind viele Aktenstücke, Dekrete und Bittschriften an den polnischen Sejm bekannt, die sich mit der Ausweisung von „herumstreichenden“ jüdischen und schottischen Händlern befassen.
Durch die Protektion polnischer und litauischer Adliger siedelten sich in dieser Zeit trotz aller Verbote vermehrt jüdische Händler an und bildeten eine unliebsame Konkurrenz für das örtliche Gewerbe. Die erste jüdische Gemeinde in Lettland entstand, nachdem der Bischof von Kurland Johann von Münchhausen zur Hebung von Handel und Gewerbe jüdische Familien aus Mitteleuropa zur Ansiedlung einlud. Diese Einwanderer sprachen deutsch oder auch jiddisch.

## 1621 bis 1721
Als das nördliche Livland 1621 von Gustav Adolf erobert wurde, trat hier eine Stagnation dieser Entwicklung ein. Im streng protestantischen Schweden wurde keine Toleranz gegenüber Nichtchristen geübt, und es wurden Anstrengungen unternommen, Juden zum Wechsel des Glaubens zu bewegen. In Riga gab es zu dieser Zeit einen „Jüdischen Gasthof“ als ausschließlichen Aufenthaltsort für die jüdischen Händler, die im Frühjahr mit den Strusen die Düna herabkamen, um ihre Waren zu verkaufen.
Im benachbarten Herzogtum Kurland und Semgallen nahm die Entwicklung einen anderen Verlauf. Im Unterwerfungsvertrag 1561 war eine nominelle Obergrenze an jüdischen Familien vorgesehen, die in Kurland leben durften. Nach dem gescheiterten Chmelnyzkyj-Aufstand und den damit zusammenhängenden judenfeindlichen Tendenzen in vielen europäischen Ländern siedelten sich vermehrt vertriebene Juden in Kurland an. Der Herzog Jakob Kettler betrieb zu dieser Zeit eine merkantilistische Politik unter Einbeziehung jüdischer Bankiers, Zolleinnehmer und anderer Fachleute. Im 18. Jahrhundert hatten jüdische Handwerker und Händler in Kurland eine „sozio-ökonomische Nische“ inne und lebten vergleichsweise integriert zwischen der lettischen und deutsch-baltischen Bevölkerung des Landes.

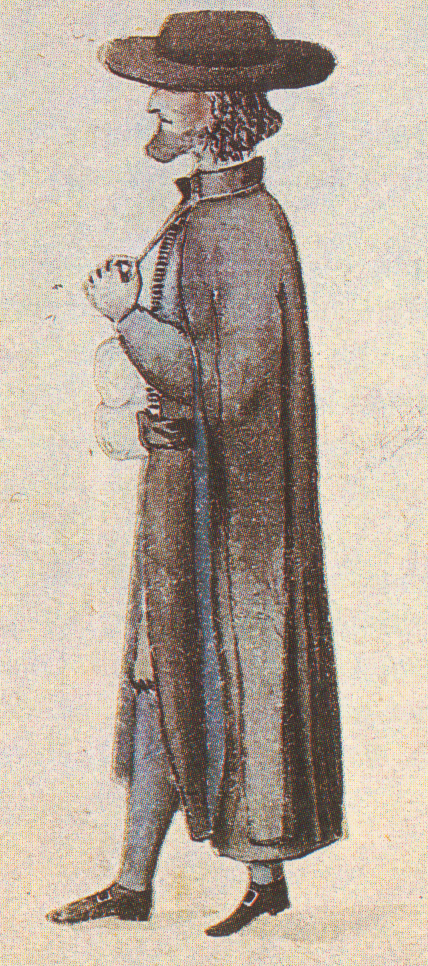
Polnisch-jüdischer Händler in Riga. Detail aus einer Zeichnung von Johann Christoph Brotze um 1800

In Lettgallen (lettisch: Latgale) siedelten sich erste jüdische Familien im 16. Jahrhundert beim heutigen Krāslava an. Es handelte sich um Familien, die vor Iwan IV. aus Russland fliehen mussten. Ihre Zahl erhöhte sich erheblich nach den Pogromen in Weißrussland und der Ukraine infolge des Chiemielski-Aufstands. Ende des 17. Jahrhunderts lebten ungefähr 2000 Juden im damaligen Polnisch-Livland, die eigene Gemeinden in Dünaburg und Krāslava hatten. Der kulturelle Unterschied zu den kurländischen Juden bestand in strikterer Religiosität, Verwendung der polnisch-jiddischen Sprache und auch größerer Armut.

## 1721 bis 1842
Im 18. Jahrhundert kam das Gebiet des heutigen Lettlands zum Russischen Kaiserreich, dessen Machthaber traditionell eine feindselige Haltung gegenüber Juden hatten. Ein Dekret von 1727 über die Ausweisung aller Juden aus Russland wurde im Gouvernement Livland nicht publiziert. In der Regierungszeit der Kaiserin Elisabeth mussten jedoch alle diesbezüglichen Verordnungen strikt umgesetzt werden, obwohl dabei die Handelsinteressen der Stadt Riga stark in Mitleidenschaft gezogen wurden. Der Handel Rigas mit Polen, Polnisch-Livland und Litauen wurde zu dieser Zeit weitgehend von jüdischen Faktoren und Disponenten abgewickelt. Verschiedene Gesuche der Stadt Riga an die Kaiserin, jüdischen Händlern den Aufenthalt zum Zwecke des Handels zu gestatten, blieben ergebnislos. Andere Hafenstädte wie Königsberg, Memel, Libau und Ventspils profitierten in dieser Zeit.
Erst zwanzig Jahre später änderte sich die Politik Russlands unter der Kaiserin Katharina II. Zur Besiedlung und Belebung des Handels im Süden des Reichs sollten neben ausländischen Kolonisten auch der jüdische Bevölkerungsteil herangezogen werden. Aufgrund des weitverbreiteten Antisemitismus wurde in den offiziellen Schriftstücken allerdings das Wort „Juden“ weitgehend vermieden. Am 4. Februar 1785 erhielt der kürzlich von Kurland abgetretene Ort Schlock (Sloka) an der Bucht von Riga das Marktrecht. Laut Gesetz durften sich dort „sowohl russische freie Leute, als auch Ausländer ohne Unterschied der Geburt und Religion niederlassen und in die Bürgerschaft oder Kaufmannschaft einschreiben lassen“. Im nur 30 km von Riga entfernten Schlock waren bald 400 jüdische Bürger eingeschrieben, die meisten von ihnen hielten sich in Riga auf. 1822 gab es in Riga fünf „Judenherbergen“.
Als Polnisch-Livland 1772 durch die erste Teilung Polens zum Russischen Imperium kam, lebten dort ungefähr 5000 Juden. In Städten wie Dünaburg stellten sie mehr als die Hälfte der Bevölkerung. Durch verschiedene Dekrete verschlechterte sich die Situation der ansässigen Juden, die nun in speziellen Ghettos unter weitgehender Eigenverwaltung leben mussten. In Kurland, welches 1795 russisch wurde, gab es Ende des 18. Jahrhunderts mehrere Tausend jüdische Einwohner, die trotz verschiedener Anfeindungen, Benachteiligungen und Pogrome verhältnismäßig wohlhabend waren.
In der ersten Hälfte des 19. Jahrhunderts ließen sich daraufhin mehr und mehr jüdische Familien in Riga nieder. 1840 konnte die jüdische Gemeinde in Riga eine jüdische Schule gründen, die Israelitische Gemeindeschule zu Riga.

## 1842 bis 1918

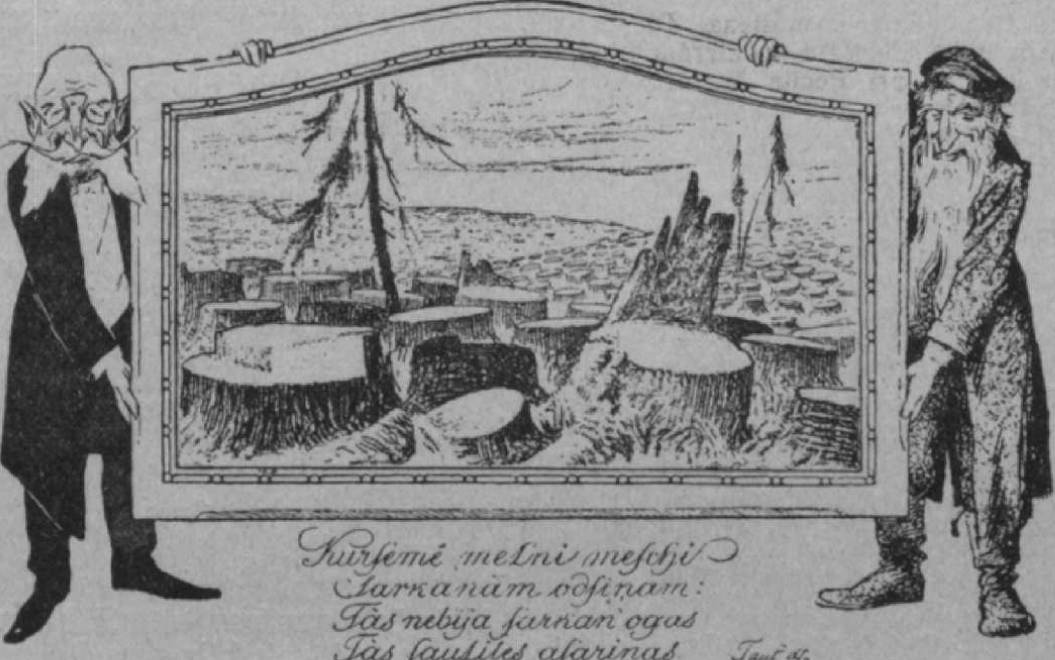
Altes Lied, neues Landschaftsbild: deutsch-baltischer Baron und jüdischer Holzhändler präsentieren die abgeholzten Wälder Kurlands. Lettische Karikatur von 1907.

Erst im Jahre 1842, zwei Jahre nach der Schulgründung, erhielt die jüdische Gemeinde in Riga die behördliche Genehmigung als Rigische Hebräergemeinde. Sie wurde damit zur ersten amtlich anerkannten jüdischen Gemeinde im Russischen Kaiserreich außerhalb des Ansiedlungsrayons. Ein Jahr darauf, 1843, wurde an der Moskauer Straße (Maskavas iela 57) die erste aus Stein erbaute Synagoge gebaut. (Zuvor hatten sich die Rigenser Juden mit Betstuben in Wohnhäusern behelfen müssen.) Sie wurde 1889 nach einem Plan des Rigenser Stadtbaumeisters Reinhold Schmaeling (1840–1917) im neuromanischen Stil ausgebaut. Seither war sie als „Altnaie Schul“ (jiddisch: alt-neue Synagoge) bekannt.
Nach dem verlorenen Krimkrieg erfolgten unter der Regierung Alexanders II. verschiedene liberale Reformen und Neuerungen, die auch die rechtliche Situation der Juden entscheidend verbesserten. Im Zuge der Industrialisierung fanden eingewanderte jüdische Handwerker und Händler in den wachsenden Städten Beschäftigung. Handwerke wie Hutmacher, Juwelier oder Schuhmacher jüdische Domänen. Jüdische Unternehmer waren vor allem in der Holzverarbeitung, in der Leichtindustrie und in der Lebensmittelindustrie tätig. 1881 stellten die 14.222 Juden Rigas 8,4 % der Stadtbewohner. 1897 lebten im Gouvernement Kurland 51.169 Juden, in Lettgallen (Gouvernement Witebsk) 63.851 Juden und im Gouvernement Livland (mit Riga) 27.295 Juden. Es entwickelte sich ein lebhaftes kulturelles Leben mit eigenen Schulen, Krankenhäusern und Gesellschaften. In Riga sprachen die meisten jüdischen Familien Deutsch. Gegen Ende des 19. Jahrhunderts wuchs die Zahl der jüdischen Familien in Riga, die jiddisch, lettisch oder russisch sprachen.
Während die Einwohner Rigas und der kurländischen Städte die deutsche Sprache bevorzugten, sprachen die Juden in Lettgallen, sowie die Neueinwanderer aus Litauen und Polen meist jiddisch, selten russisch. 1897 gaben 86 % der Juden im Gebiet des heutigen Lettland Jiddisch als Muttersprache an. Zwei Drittel der Juden sprachen drei und mehr Sprachen. Die „kurländischen Juden“ hatten in der Regel eine bessere schulische Bildung, waren wohlhabender und religiös eher liberal, im Unterschied zu den lettgallischen „reissischen Juden“ (jiddisch: russische Juden), die meist ärmer und religiös orthodox waren. Das Verhältnis zwischen Deutsch-Balten und Juden war zu dieser Zeit relativ tolerant mit einer teilweisen Verschmelzung der beiden Gruppen. In der entstehenden lettischen Literatur ist der jüdische Händler selbstverständlicher Bestandteil des bäuerlichen Lebens, so etwa im Roman Landvermesserzeiten (Mērnieku Laiki) von Reinis Kaudzīte und Matīss Kaudzīte.
Nach dem Attentat auf Alexander II. 1881 erfolgte in Russland ein vermehrter Antisemitismus mit repressiven Gesetzen. Die jüdischen Intellektuellen reagierten darauf mit einer Hinwendung zum Zionismus oder der Sozialdemokratie. Bei der Revolution 1905 kam es zu einer breiten Zusammenarbeit der jüdischen und lettischen sozialdemokratischen Organisationen, Bund und LSDSP. Als der Erste Weltkrieg ausbrach, wurde die jüdische Volksgruppe, genauso wie die deutsch-baltische der Deutschfreundlichkeit bezichtigt. Die Niederlagen der russischen Armee in Litauen 1915 wurden den Juden angelastet, die im Hinterland der Front für die Deutschen spioniert haben sollten. Nach einem Vorfall bei Kužiai in Litauen erteilte der russische Oberbefehlshaber Nikolai Romanow am 17. (30.) April den Befehl zur Deportation aller litauischen und kurländischen Juden ins Innere Russlands. Von dieser Maßnahme waren etwa 40.000 Personen betroffen, von denen viele schon auf dem Transport starben. Weitere Deportationen konnten wegen der Ankunft der deutschen Armee nicht durchgeführt werden. Die Ziele der jüdischen und lettischen politischen Organisationen differierten in dieser Zeit erstmals deutlich. Nach der Revolution 1917 wurde die Hebräische nationale demokratische Partei (Ebreju nacionāli demokrātiskā partija) gegründet. Sowohl unter den Bolschewiki und der kommunistischen Regierung Stučka als auch bei der Baltischen Landeswehr befanden sich prominente jüdische Vertreter. Erst nach dem Juli 1919 beteiligte sich die ENDP am lettischen Volksrat, hatte dort 14 Vertreter und stellte einen Minister.

## 1918 bis 1941
Nach Jahrzehnten des offenen und des latenten im Zarenreich begann in der Republik Lettland für die Juden eine glücklichere Zeit. Gut 1000 Juden hatten als Soldaten im Lettischen Unabhängigkeitskrieg für die Freiheit ihres Landes gekämpft. In der Zwischenkriegszeit genossen die ethnischen Minderheiten weitgehende kulturelle Autonomie. Die demografische Entwicklung war weitgehend stabil, da der Bevölkerungszuwachs durch Auswanderung nach Palästina und Amerika ausgeglichen wurde. 1925 hatte Lettland rund 90.000 jüdische Einwohner. Binnenmigration ergab vor allem einen Zuzug in die Hauptstadt Riga. Im wirtschaftlichen Leben spielten jüdische Unternehmer und Fabrikanten eine bedeutende Rolle. 1924 gehörte sechs jüdischen Großbanken 60 % von Lettlands Bankkapital. Im politischen Leben verlor die ENDP ihre Bedeutung, da sie nur die Interessen der Unternehmer und Kapitalisten vertrat. Stattdessen gewannen zionistische und sozialdemokratische Organisationen an Einfluss. Es gab auch eine marxistische jüdische Organisation Bund mit einem illegalen Flügel Kampf Bund.
Während zu Beginn der 1920er Jahre an den jüdischen Schulen meist russisch gelehrt wurde, gewann jiddisch und lettisch zunehmend an Bedeutung. 1930 lernten 45,82 % der jüdischen Schüler jiddisch, 36 % hebräisch, 13 % deutsch und 5 % russisch. Die wichtigsten jiddischen Zeitungen waren Jidische Bilder (יידישע בילדער) und Frimorgen, die beide in Riga erschienen. Allerdings bestanden weiterhin beträchtliche kulturelle Unterschiede innerhalb der jüdischen Gemeinschaft: zwischen den weitgehend assimilierten bürgerlichen Juden vor allem in Kurland und Riga, die „kurländische Jidden“ oder „kurische Jecken“ genannt wurden, und den gemäß der Tradition wie in Schtetln lebenden Juden in Lettgallen.
In den 1920er Jahren zeigte sich einerseits eine neue Form des Antisemitismus, der sich nunmehr weniger auf die Religion und Lebensweise, als auf die rassische Herkunft bezog. Verschiedene lettische nationalistische Zeitungen publizierten regelmäßig ausgesprochen antisemitische Texte. Mehrfach kam es auch zu Ausschreitungen gegen Synagogen. Einer der Punkte im Programm der 1930 als Ugunskrusts gegründeten profaschistischen Organisation Perkonkrusts war die Schaffung von Verhältnissen, welche die jüdischen Einwohner zur Ausreise zwingen sollten. Auch die Deutsch-Balten übernahmen vermehrt den Antisemitismus nationalsozialistischer Prägung aus Deutschland. Andererseits ist der Lebensweg von Zigfrīds Anna Meierovics ein Indiz dafür, dass in den 1920er Jahren eine jüdische Abstammung in Lettland – im Unterschied zu anderen Ländern Ostmitteleuropas – kein Hemmnis für eine erfolgreiche politische Laufbahn war.
In der führenden Gruppe um Kārlis Ulmanis, welche Lettland nach einem Staatsstreich 1934 autoritär regierte, waren keine Antisemiten vertreten. Neben anderen waren alle antisemitischen Zeitungen verboten. Das ultranationale Perkonkrusts war gezwungen, seine Aktivitäten im Untergrund auszuüben. Die Politik der Verstaatlichung von Banken und Großindustrie lief den Interessen vieler jüdischer Finanziers und Unternehmer zuwider. Ab 1934 begann deshalb ein Abfluss von jüdischem Kapital in die USA und Großbritannien. Viele Spezialisten wanderten aus. 1935 zählte Lettland 43.672 Juden, das entsprach 11,3 % der Bevölkerung. 1925 hatte der jüdische Bevölkerungsanteil 11,7 % betragen.
Bis zum „Anschluss“ des Sudetenlands an das nationalsozialistische Deutschland im Oktober 1938 nahm Lettland wiederholt Flüchtlingsgruppen aus Mitteleuropa auf. Die Bedrohung durch Hitlerdeutschland und die Nachrichten über die Behandlung der polnischen Juden nach der Besetzung 1939 führten dazu, dass der Großteil der jüdischen Bevölkerung Lettlands den 1939 aufgezwungenen Schutzvertrag mit der Sowjetunion begrüßte. „Es ist besser, den Schlüssel seines Geschäftes Stalin zu geben als seinen Kopf Hitler“, riet ein Politiker jüdischen Unternehmern und Kaufleuten. Es gibt vereinzelte Berichte, dass Juden den Einmarsch der Roten Armee bejubelten. Die Realität nach der Einnahme Lettlands durch sowjetische Truppen 1940 war jedoch eine andere. Religiöse Handlungen standen unter Strafe; jüdische und zionistische Organisationen wurden verboten. Plan des sowjetischen Diktators Josef Stalin war es, die politische, intellektuelle, geistliche und wirtschaftliche Schicht der neuen Sowjetrepubliken (und damit auch Lettlands) zu deportieren oder zu töten, um für sowjetische Neusiedler russischer Herkunft Platz zu schaffen. Der Vernichtung der baltischen Elite (und damit vieler Juden) fand ihren Höhepunkt am 13. und 14. Juni 1941. Von den Verhaftungen und anschließenden Deportationen und Morden waren mindestens 1212 jüdische Personen betroffen, was 13 % aller Verhafteten entspricht. Etwa die Hälfte starb auf dem Transport oder im Lager.

## 1941 bis 1945

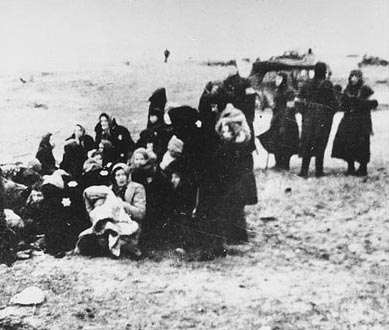
Angehörige der lettischen Hilfspolizei bewachen jüdische Frauen und Kinder vor ihrer Ermordung. Šķēde bei Liepāja am 15. Dezember 1941

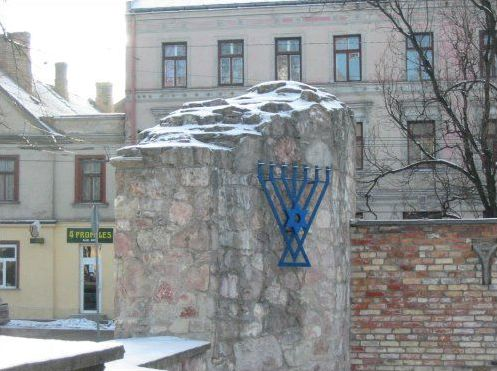
Fragment der von den Nationalsozialisten zerstörten Choralsynagoge in Riga

Durch den schnellen Vormarsch der deutschen Wehrmacht nach dem Überfall auf die Sowjetunion vom 22. Juni 1941 kam das gesamte Gebiet Lettlands bis zum 8. Juli 1941 in den Machtbereich des nationalsozialistischen Deutschlands. Damit begann die Vernichtung fast der kompletten dort ansässigen (und aus dem deutschen Reichsgebiet ins Baltikum verschleppten) jüdischen Bevölkerung. Nur etwa 15.000 von 90.000 retteten sich mit dem Rückzug der sowjetischen Truppen nach Osten. Dass nicht mehr lettische Juden versucht hatten, in die Sowjetunion zu fliehen, lag auch an ihren traumatischen Erfahrungen während der sowjetischen Besetzung Lettlands im Vorjahr und den anschließenden Deportationen in die Sowjetunion. Von den in Lettland verbliebenen Juden überlebten nur wenige die folgenden drei Jahre.
Unmittelbar nach der Einnahme der lettischen Städte durch die Wehrmacht erließen die örtlichen Befehlshaber antijüdische Verordnungen, so etwa Korvettenkapitän Walter Stein in Liepaja am 5. Juli 1941. Demzufolge durften Juden nur noch von 10 bis 12 Uhr und von 15 bis 17 Uhr ihr Haus verlassen, mussten den Judenstern tragen, durfen weder öffentliche Verkehrsmittel benutzen noch zum Strand gehen und mussten Rundfunkgeräte, Schreibmaschinen und jedliches Fahrzeug abliefern.
Adolf Hitler hatte im März 1941 bei der Vorbereitung des Unternehmens Barbarossa die vollständige Ermordung aller Juden in den eroberten Gebieten befohlen. Zur Durchführung dieses Völkermords im Gebiet des Baltikums wurde die Einsatzgruppe A der Sicherheitspolizei und des SD unter Führung des SS-Brigadeführers Walter Stahlecker gebildet. Es war geplant, die antisemitischen Kräfte im Baltikum bei den Vernichtungsaktionen mit einzubeziehen. In der Nacht vom 23. zum 24. Juni 1941 begann mit der Ermordung von sechs örtlichen jüdischen Einwohnern auf dem Gemeindefriedhof von Grobiņa der Holocaust in Lettland. Am nächsten Tag folgten Erschießungen durch den SD in Durbe, Priekule und Asīte. Am 29. Juni wurde in Jelgava die erste lettische Hilfseinheit des SD gebildet und das Perkonkrust-Mitglied Mārtiņš Vagulāns als deren Kommandeur eingesetzt. Diese etwa 300 Mann starke Einheit war im Sommer 1941 an der Ermordung von ungefähr 2000 Juden in Semgallen beteiligt.
Nach der Einnahme Rigas organisierte Stahlecker ein antijüdisches Pogrom. Hierbei tat sich unter anderem Viktors Arājs hervor, dem erlaubt wurde, eine später berüchtigte bewaffnete Einheit zur Liquidation von Kommunisten und Juden anzuwerben. Auch die entstehenden lettischen Selbstschutzeinheiten wurden zu Erschießungsaktionen befohlen. In Riga begann der Massenmord am 4. Juli. Im Wald von Biķernieki ereigneten sich im Juli 1941 unter der Oberaufsicht von Rudolf Batz, Rudolf Lange und Horst Barth massenweise Erschießungen, denen 4000 Menschen zum Opfer fielen.
In den Städten Liepāja und Ventspils wurden ähnliche Massaker unter dem Oberkommando von Erhard Grauel durchgeführt. An der Straße von Kuldīga nach Ventspils war bald ein großes Schild mit der Aufschrift „Windau ist judenfrei“ zu sehen. Der Leiter der Einsatzgruppe 1b, Erich Ehrlinger, und sein Nachfolger, Joachim Hamann, leiteten unter aktiver Mithilfe der örtlichen Hilfspolizei die Ermordung von über 10.000 jüdischen Einwohnern in Daugavpils und Umgebung. In Rēzekne wurden, einem Polizeibericht vom 20. Juni 1942 zufolge, bis zu diesem Tag 3219 Juden ermordet, unter anderem in den Hügeln von Ančupāni (4 Kilometer nordnordwestlich von Rēzekne).
Bis zum Oktober 1941 wurden insgesamt in verschiedenen Städten Lettlands 35.000 Juden erschossen. Die am Leben gebliebenen wurden auf jede erdenkliche Weise gedemütigt, benachteiligt und beraubt. Der Leiter des Reichskommissariats Ostland Hinrich Lohse verfolgte eine Politik der Ausnützung von billiger Arbeitskraft. Zu diesem Zweck wurde das Rigaer Ghetto, das Dünaburger Ghetto und später das Libauer Ghetto geschaffen und somit die Ausrottung zeitweise unterbrochen. In den Ghettos mussten die Einwohner auf engstem Raum, ohne ausreichende Nahrung und ärztliche Versorgung, leben und durften lediglich zum Zwecke von Arbeitskommandos ihre Einzäunung verlassen.
Hitler und Heinrich Himmler befassten sich Ende Oktober 1941 mit Planungen, die mitteleuropäischen, hauptsächlich deutschen Juden auf dem Gebiet Lettlands in Vernichtungslagern zu töten. Als erster Schritt hierfür war die Tötung aller lettischen Juden vorgesehen, um in den Ghettos Raum für Neuankömmlinge zu schaffen. Zur Durchführung dieser Aktionen wurde der Obergruppenführer Friedrich Jeckeln mit besonderen Vollmachten nach Riga geschickt. In Salaspils wurde mit der Errichtung eines Konzentrationslagers begonnen. Am 30. November 1941 wurde das Rigaer Ghetto bis auf 4000 arbeitsfähige Personen gewaltsam geräumt. Im Wald von Rumbula wurden daraufhin 27.800 Personen erschossen. 962 der Todesopfer gehörten zu einem Transport aus Deutschland. Da im Ghetto noch kein Platz frei war, ließ Jeckeln sie kurzerhand direkt zum Erschießungsort nach Rumbula weiterleiten.
Am 15. und 17. Dezember fand ein weiteres Massaker bei Šķēde nördlich von Liepāja statt. Stahlecker und Jeckeln meldeten Ende 1941 die weitgehende „Erledigung der Judenfrage in Lettland“ nach Berlin. 6000 Arbeitsfähige waren mit besonderer Erlaubnis am Leben gelassen worden. Zur Errichtung von ausgesprochenen Vernichtungslagern kam es in Lettland jedoch nicht, da das Baltikum durch die Erfolge der Roten Armee unsicher geworden war. 1943 wurden die Ghettos aufgelöst und die überlebenden Insassen zur Zwangsarbeit in die neugeschaffenen Lager KZ Riga-Kaiserwald, KZ Riga-Strasdenhof, KZ Salaspils und KZ Dondangen überführt. Mit dem Herannahen der Front wurden die Inhaftierten dann Ende 1943 nach Deutschland oder Polen abtransportiert. Bis 1945 kamen so noch viele der lettischen Juden in Konzentrations- und Vernichtungslagern wie Auschwitz, Buchenwald und Treblinka um.

## 1945 bis heute
Nach dem Ende des Krieges kehrten diejenigen zurück, die 1941 nach Russland geflohen waren. Von den etwa 5000 lettischen Juden, die in der Roten Armee gekämpft hatten, waren 2000 gefallen. Aus den KZs in Mitteleuropa kehrten einige hundert zurück. Später kam noch ein Teil der 1940 und 1941 von der Sowjetmacht Verbannten dazu. Die Gesamtzahl von ehemaligen lettischen Staatsbürgern jüdischer Nationalität oder deren Nachkommen belief sich so auf etwa 14.000. Die demografische Anzahl der lettischen Juden vergrößerte sich bald durch Einwanderung aus Russland, der Ukraine und Mittelasien erheblich. 1979 waren in Riga 23.000 Juden registriert (= 2,8 % aller Einwohner). Die meist von ihnen hatten Russisch als Muttersprache. Jüdische Institutionen und Kultureinrichtungen blieben verboten. Am Ende der Herrschaft Josef Stalins fanden zusätzlich Repressionen statt, wie nach der fabrizierten sogenannten Ärzteverschwörung.
Seit den 1960er Jahren entstanden auch in Lettland Erinnerungsorte und Gedenkstätten an den Holocaust. Dabei wurde der Hinweis darauf, dass die Opfer Juden waren, meist vermieden. Die Inschriften beließen es stattdessen bei der Formulierung „von den Faschisten ermordete Sowjetbürger“. Dass es Juden waren, ließ sich entweder aus den Namen ableiten oder – falls vorhanden – aus einer jiddischen Übersetzung. Max Kaufmanns grundlegendes, 1947 in München veröffentlichtes Werk Churbn Lettland, die erste Sammlung von Berichten von Überlebenden der Schoa in Lettland, war in Lettland verboten; das Buch wurde von den sowjetischen Behörden beschlagnahmt.
Der militärische Sieg Israels im Sechs-Tage-Krieg 1967 gab der zionistischen Bewegung unter den Juden in der Sowjetunion starken Auftrieb. Die vielen Ausreiseanträge verstärkten wiederum die Zweifel der herrschenden Klasse an der Loyalität der jüdischen Einwohner. Verstärkte Russifizierungsbemühungen und Einschränkung der Rechte waren die Folge. Mehr als die Hälfte aller in Lettland ansässigen Juden emigrierte von 1968 bis 1989 nach Israel oder in den Westen. Die Zahl der Juden in der Lettischen Sozialistischen Sowjetrepublik (LSSR) sank von 36.680 bei der Volkszählung 1970 (= 1,6 % der Bevölkerung) auf 22.897 (= 0,9 %) bei der Volkszählung 1989. Bei der Volkszählung 1989 gaben nur noch 22,5 % der verbliebenen 22.500 jüdischen Einwohner der LSSR Jiddisch als Familiensprache an. 27 % beherrschten die lettische Landessprache.
Dank der Perestroika ab 1986 und durch die Wiederherstellung der Unabhängigkeit Lettlands 1990 wurde eine Erneuerung des jüdischen Lebens mit freier Religionsausübung möglich. Am 30. Oktober 1988 wagten die Rigaer Juden mit einer öffentlichen Gedenkstunde am Ort der niedergebrannten Choralsynagoge erstmal ein selbstbestimmtes Gedenken, jenseits der staatlich verordneten antifaschistischen Feiern. Die örtlichen jüdischen Organisationen verfolgten zum Großteil einen Kurs der Integration in den lettischen Staat. 2001 lebten etwa 7000 Juden in Lettland, der größte Teil davon in der Hauptstadt Riga, wo auch eine Synagoge und verschiedene Kultureinrichtungen unterhalten werden.

## Bekannte jüdische Personen aus Lettland
- Abraham Isaak Kook, Rabbiner, * 1865 Daugavpils
- Michail Eisenstein, Architekt, * 1867 Sankt Petersburg
- Paul Mintz, Politiker, * 1868 Daugavpils
- Paul Mandelstamm, Architekt, * 1870 Žagarė
- Lina Stern, Physiologin, * 1878 Liepāja
- Alexander Stein, Journalist, * 1881 Valmiera
- Mordechai Nurock, Politiker, * 1884 Tukums
- Aaron Nimzowitsch, Schachspieler, * 1886 Riga
- Zigfrīds Anna Meierovics, Politiker, * 1887 Durbe
- Mordechai Dubin, Politiker, * 1889 Riga
- Oscar Strock, Komponist, * 1892 Daugavpils
- Michael Zwick (lett. Mihails Cviks), Schriftsteller, * 1893 Liepāja
- Mark Rasumny, Schriftsteller, * 1896 Žagarė
- Sergej Eisenstein, Filmregisseur, * 1898 Riga
- Jeschajahu Leibowitz, Wissenschaftler, * 1903 Riga
- Mark Rothko, Maler, * 1903 Daugavpils
- Philippe Halsman, Fotograf, * 1906 Riga
- Isaiah Berlin, Philosoph, * 1909 Riga
- Lipman Bers, Mathematiker, * 1914 Riga
- Anatols Imermanis, Schriftsteller, * 1914 Moskau
- Alexander Koblenz, Schachspieler, * 1916 Riga
- Isidor Levin, Volkskundler, * 1919 Daugavpils
- Valentīna Freimane, Film- und Theaterwissenschaftlerin, * 1922 Riga
- Morris Halle, Physiker, * 1923 Liepāja
- Marģers Vestermanis, Historiker, * 1925 Riga
- Gil Kane, Comiczeichner, * 1926 Riga
- Herz Frank, Filmregisseur, * 1926 Ludza
- Michail Tal, Schachspieler, * 1936 Riga
- Mariss Jansons, Dirigent, * 1943 Riga
- Gidon Kremer, Geiger, * 1947 Riga
- Mischa Maisky, Musiker, * 1948 Riga
- Tatjana Ždanoka, Politikerin, * 1950 Riga
- Inese Galante, Sopranistin, * 1954 Riga
- Boriss Cilevičs, Politiker, * 1956 Daugavpils
- David Bezmozgis, Schriftsteller und Filmregisseur, * 1973 Riga

### Geschichte der Juden in Lettland bis 1940
- Ruben J. Wunderbar: Geschichte der Juden in den Provinzen Liv- und Kurland. Seit ihrer frühesten Niederlassung daselbst bis auf die gegenwärtige Zeit. Hoffmann u. Johannsohn, Mitau 1853, Digitalisat.
- Anton Buchholtz: Geschichte der Juden in Riga bis zur Begründung der Rigischen Hebräergemeinde im J. 1842. Kymmel, Riga 1899, Digitalisat.
- Josifs Šteimanis: Latvijas ebreju vēsture. DPU Saule, Daugavpils 1995, Digitalisat (lettisch).
- Stiftung für Kirche und Judentum Basel: Aus der Geschichte der Juden in Lettland (= Judaica. Jg. 53, H. 4 = S. 201–276, 1997, ISSN 0022-572X). Stiftung für Kirche und Judentum, Basel 1997.
- Leo Dribins, Armands Gūtmanis, Marǵers Vestermanis: Latvijas ebreju kopiena. Vēsture, traģēdija, atdzimšana. LU Latvijas Vēstures Instītuta Apgāds, Riga 2001, ISBN 9984-601-16-1 (lettisch).
- Tilman Plath: Juden unter Ulmanis. In: Jahrbuch des baltischen Deutschtums, Jg. 57 (2009), S. 99–119 (Digitalisat).
- Svetlana Bogojavlenska: Die jüdische Gesellschaft in Kurland und Riga, 1795–1915. Schöningh, Paderborn 2012, ISBN 978-3-506-77128-5.

### Der Holocaust in Lettland
- Max Kaufmann: Churbn Lettland. Die Vernichtung der Juden Lettlands. Selbstverlag, München 1947.
  - Makss Kaufmans: Churbn Lettland. Ebreju iznīcināšana Latvijā. Schamir, Riga 2014, ISBN 978-9934-8494-0-4 (um ausführliche Anmerkungen ergänzte lettische Übersetzung).
  - erweiterte deutsche Neuausgabe: Churbn Lettland. Die Vernichtung der Juden Lettlands. Vorwort von Rabbiner Menachem Barkahan, Kommentare und Anmerkungen von Grigorij Smirin. Latvijas ebreju reliģiskā draudze „Šamir“, Riga 2020, ISBN 978-9934-8695-5-6.
- Marģers Vestermanis: Tā rīkojās vērmahts. Vācu militāristu loma nacistisko okupantu noziegumos Latvijā 1941–1945. Liesma, Riga 1973 (lettisch; deutsche Übersetzung des Titels: Die Wehrmacht im Einsatz. Zur Rolle der deutschen Militaristen bei den Verbrechen der nazistischen Okkupanten in Lettland 1941–1945).
- Bernhard Press: Judenmord in Lettland 1941–1945 (= Zentrum für Antisemitismusforschung der Technischen Universität Berlin. Reihe Dokumente, Texte, Materialien. Bd. 4). 2., veränderte Auflage. Metropol, Berlin 1995, ISBN 3-926893-13-3.
- Andrew Ezergailis: The Holocaust in Latvia. 1941–1944. The missing Center. Historical Institute of Latvia, Riga 1996, ISBN 9984-9054-3-8.
- Marģers Vestermanis: Juden in Riga. Auf den Spuren des Lebens und Wirkens einer ermordeten Minderheit. Ein historischer Wegweiser. 3. verbesserte und erweiterte Ausgabe in deutscher Sprache, 2. Auflage. Edition Temmen, Bremen 1996, ISBN 3-86108-263-2.
- Armands Gūtmanis: Holokausta izglītība, pētniecība un piemiņa – Latvijas politika pēc neatkarības atgūšanas 1991. gadā. In: Leo Dribins, Armands Gūtmanis, Marǵers Vestermanis: Latvijas ebreju kopiena. Vēsture, traģēdija, atdzimšana. LU Latvijas Vēstures Instītuta Apgāds, Riga 2001, S. 89–101.
- Dzintars Ērglis (Hrsg.): Holokausts Latvijā. Starptautiskās konferences materiāli, 2004. gada 3.–4. jūnijs, Rīga, un 2004.–2005. gada pētījumi par holokaustu Latvijā. Latvijas Vēstures Institūta Apgāds, Riga 2006, ISBN 9984-601-59-5 [grundlegend für die Geschichte der Historiographie des Holocaust in Lettland und mit beispielhaften örtlichen Fallstudien].
- Andrej Angrick, Peter Klein: Die „Endlösung“ in Riga. Ausbeutung und Vernichtung 1941–1944 (= Veröffentlichungen der Forschungsstelle Ludwigsburg der Universität Stuttgart. Bd. 6). Wissenschaftliche Buchgesellschaft, Darmstadt 2006, ISBN 3-534-19149-8.
- Menachem Barkahan (Hrsg.): Vernichtung der Juden in Lettland, 1941–1945. Eine Vortragsreihe. Ebreju Reliģiskā Draudze Šamir, Riga 2008, ISBN 978-9984-9835-7-8 [grundlegend zum Thema „Holocaust in Lettgallen“].
- Katrin Reichelt: Lettland unter deutscher Besatzung 1941–1944. Der lettische Anteil am Holocaust (= Zentrum für Antisemitismusforschung der Technischen Universität Berlin. Reihe Dokumente, Texte, Materialien. Bd. 78). Metropol, Berlin 2011, ISBN 978-3-940938-84-8, S. 58 ff. (zugleich: Diss., Technische Universität Berlin, 2010).
- Bert Hoppe, Hildrun Glass (Bearb.): Die Verfolgung und Ermordung der europäischen Juden durch das nationalsozialistische Deutschland 1933–1945, Band 7: Sowjetunion mit annektierten Gebieten I: Besetzte sowjetische Gebiete unter deutscher Militärverwaltung, Baltikum und Transnistrien. De Gruyter Oldenbourg, Berlin 2012, ISBN 978-3-486-58911-5.
- Katrin Reichelt: Rettung kennt keine Konventionen. Hilfe für verfolgte Juden im deutsch besetzten Lettland 1941–1945. Herausgegeben von der Gedenkstätte Stille Helden in der Stiftung Gedenkstätte Deutscher Widerstand. Lukas Verlag für Kunst- und Geistesgeschichte, Berlin 2016, ISBN 978-3-86732-255-3.